# Világvárosi történetek
A Világvárosi történetek a budapesti Unikornis Kiadó 1991-ben megjelentetett kalandregény sorozata (ISSN 1215-0827) volt, amelynek keretében az 1930-as, 40-es évek nagysikerű Világvárosi Regények sorozatának néhány kötetét adták ki újra.
A könyvekben hátlapjukkal egybekötve két kisregény jelent meg.

## Jellemzői
A kötetek 20 x 12 cm méretben, 90 oldal terjedelemben jelentek meg. A borítójukon a kisregények témájára utaló fényképszerűre kidolgozott színes kép látható. Rajta felül ívelt sávban kötetenként különböző színű háttéren a sorozatcím, középen a sorozat emblémája.

## A szerzők
A sorozatban az 1930-as, 1940-es évek legnevesebb kalandregény szerzői, ponyvaszerzői jelentek meg újra. Mint például Forró Pál, Faragó Sándor vagy Rejtő Jenő.

## A sorozatban megjelent művek
Egy kötetben két kisregényt adtak ki. Zárójelben az első kiadás éve és sorszáma a Világvárosi Regények sorozatban.
- Forró Pál: Dráma Hollywoodban, 46 oldal, (1939, 604. szám), valamint
- Faragó Sándor: Halott a volánnál, 44 oldal, (1932, 9. szám) ISBN 9637519033

- (Békefi József) Békeffi József: Kié a gyémánt?, 47 oldal, (1933, 52. szám), valamint
- Fekete Oszkár: Mindenki tett?,[1] 44  oldal, (1933, 48. szám) ISBN 9637519165

- Babay József A kék varázs,[2] 52 oldal, (1932, 16. szám), valamint
- Faragó Sándor: A kék Rolls-Royce, 38 oldal, (1932, 20. szám) ISBN 9637519238

- Nicolas Keynes:[3] A turf démona, 46 oldal, (1932, 12. szám), valamint
- Kellér Andor: A 10.000 dolláros csekk, 44 oldal, (1932, 25. szám) ISBN 9637519300

- Rejtő Jenő: Minden jó, ha vége van!, 43 oldal, (1937, 455. szám), valamint
- Rejtő Jenő: Víkend a pokolban, 51 oldal, (1939, 603. szám) ISBN 9637519424